# Phil Walker-Harding
Phil Walker-Harding (* 1981 in Wollongong, Australien) ist ein australischer Spieleautor, der unter anderem für das 2016 für den Jury-Preis Spiel des Jahres nominierten Brettspiel Imhotep: Baumeister Ägyptens bekannt ist.

## Biografie
Phil Walker-Harding begann Mitte der 2000er Jahre damit, Spiele zu entwickeln. Sein erstes bekannteres Spiel war Archaeology, zu dem er später eine Erweiterung und eine Umsetzung als Kartenspiel, Archaeology: The Card Game, entwickelte. 2011 erschien Dungeon Raiders und 2014 Pack of Heroes, die beide thematisch an bekannte Rollenspiele anknüpften. 2013 erschien zudem das Kartenspiel Sushi Go! und 2015 folgte Cacao, das für mehrere Preise nominiert und von ihm durch einige Erweiterungen ergänzt wurde. 2016 legte er mit Archaeology: The New Expedition einen Nachfolger für Archaeology und mit Sushi Go Party eine Party-Version von Sushi Go! vor, im gleichen Jahr veröffentlichte er das Brettspiel  Imhotep: Baumeister Ägyptens, das in Deutschland für die Auszeichnung als Kennerspiel des Jahres nominiert wurde. 2017 erschien mit Bärenpark ein weiteres von ihm entwickeltes Spiel, das im gleichen Jahr mit dem Hauptpreis des Österreichischen Spielepreises Spiel der Spiele ausgezeichnet wurde.

## Ludografie
- 2007: Archaeology
- 2007: Archaeology: The Card Game
- 2009: Small World: Verflucht! (engl.: Small World: Cursed!; als Erweiterung zu Small World von Philippe Keyaerts)
- 2010: Flicochet
- 2011: Dungeon Raiders
- 2013: Sushi Go!
- 2014: Pack of Heroes
- 2015: Cacao
- 2016: Sushi Go Party!
- 2016: Imhotep: Baumeister Ägyptens
- 2016: Archaeology: The New Expedition
- 2017: Bärenpark
- 2018: Hexenhaus (Gingerbread House)
- 2018: Gizmos
- 2018: Imhotep: Das Duell
- 2019: Silver & Gold
- 2019: Sushi Roll
- 2020: Cloud City
- 2021: Tetris
- 2021: Explorers
- 2021: Neoville
- 2021: Summer Camp
- 2021: Llamaland
- 2021: Explorers
- 2022: Fjords
- 2022: Planted: A Game of Nature & Nurture
- 2022: Museum Suspects
- 2022: Total Regal
- 2022: Monolyth
- 2023: Busy Breaks
- 2023: Scribbly Gum
- 2023: Pass the Party Food
- 2023: Tanis
- 2023: SpellBook
- 2023: Oh No, Volcano!
- 2023: Silver & Gold Pyramids

Seit 2019 veröffentlichte er zudem gemeinsam mit Matthew Dunstan mehrere Spiele der Serie Adventure Games bei Kosmos Spiele:
- Adventure Games: Das Verlies (Adventure Games: The Dungeon)*
- Adventure Games: Die Monochrome AG (Adventure Games: Monochrome Inc.)
- Adventure Games: Die Vulkaninsel (Adventure Games: Vulcanic Island, 2021)
- Adventure Games: Die Akte Gloom City (Adventure Games: The Gloom City File, 2021)
- Adventure Games: Im Nebelreich (2021)
- Adventure Games: Expedition Azcana (2022)
- Adventure Games: Die drei ??? – Das Geheimnis der Statue (2023)

## Auszeichnungen
- Spiel des Jahres
  - Cacao: Empfehlungsliste 2015
  - Imhotep: Baumeister Ägyptens: Nominierung 2016
- Deutscher Spielepreis
  - Cacao: Platz 7 2015
  - Imhotep: Baumeister Ägyptens: Platz 8 2016
- Österreichischer Spielepreis
  - Cacao: Spielehit für Familien 2015
  - Bärenpark: Spiele der Spiele 2017
  - Silver & Gold: Spielehit für Familien 2019

- Boardgames Australia Awards: First Lifetime Achievement Award (2018)[1]